# ナミジン
ナミジン（なみじん、本名: 並木 裕之（なみき ひろゆき）、1963年3月30日 - ）は、日本のミュージシャン、DJ、シンガーソングライター、俳優。“世界一楽しいパンクバンド“ 暴動天国のボーカル担当。 東京都世田谷区出身、神奈川県横浜市育ち。血液型はAB型。

## 概要
パンクバンド「暴動天国」のボーカリスト。メジャーアーティストのマネジメント経験、メジャーレーベルでのディレクター経験、数々のバンド活動などを経て、精力的に活動中。2017年8月、脳梗塞により生死の淵を彷徨うが奇跡的な復活を果たす。2025年3月公開の映画「BUGS Endless Battle Royal」 で人生初の役者に挑戦。猫好き。座右の銘は「前進あるのみ」「一生青春」。
NUM42 / NUMBER42（現在活動休止中） のベース/ボーカル、loco hermanos（現在活動休止中） のベーシストとしても活動していた。バンド活動の他、パンク・ロック DJ（2003年 - ）、ヘッドロックナイトのイベントオーガナイザー（2000年 - ）、ヘッドロックレコーズのレーベルプロデューサー（2003年 -）、番組パーソナリティ（2004年 - 2005年／FM沖縄／PUNK ROCK RADIO）、ヘッドロックカフェのオーナー/マスター（2009年 - 2022年）などでも活動。

## 来歴
- 1963年
  - 3月 東京都世田谷区に生まれ、神奈川県横浜市で育つ。少年時代の夢は「動物園の飼育係」と「タイガーマスク」。

- 1981年
  - ライブに通っているうちに仲良くなったアナーキーのギタリスト・マリの「並木、おまえもバンド組めよ。そしたら俺達の前座でやればいいじゃん」という言葉を本気で信じ、高校卒業後、専門学校で知り合った仲間とロックバンドLAY DOWN結成。

- 1982年
  - LAY DOWN、約束通りアナーキーの前座として新宿ロフトで初ステージを踏む。開始2曲目で客がステージ上になだれ込み、いきなりライブ中断するが、自分自身アナーキーのファンとして、しばしそういった行動に出ていたので臆することなくライブを続行。

- 1983年
  - LAY DOWN解散。後のTHE PRIVATESの母体となるパンクバンドTHE SECTに加入。目黒鹿鳴館や新宿ロフトなどを拠点に数回のライブを行うも、あまりにもローテクなパンク野郎だったため、当時バンドが向かいつつあった 「PUNKからBACK TO ROOTSへ」という流れについていけずTHE SECT脱退。

- 1986年
  - THE PRIVATES がメジャーから声がかかり始めたタイミングで、メンバーから意外にマメな性格を買われマネジャー就任を要請され「じゃあ試しにやってみますか」と軽いノリで引き受け、音楽業界生活への第一歩を踏み出す。

- 1987年
  - THE PRIVATES と共にアミューズ所属となり “闘うマネジャー” 生活が本格的にスタート。メンバーに誘われるがままに、なんとなくなりゆきで入ってしまった音楽業界だが、彼等のマネジメント活動を通じ、全国ホールツアーやイベント出演、数度に渡る海外レコーディングなど、様々な出会いや貴重な経験を積み重ねていくうちに「大好きな音楽に携われて、その上、生活が成り立ってしまうとは、なんと贅沢で幸せな事か。感謝の気持ちとポジティブな姿勢を常に忘れず一層頑張らねば」との思いを新たにする。

- 1993年
  - 約6年間に渡るTHE PRIVATESマネジャー生活にピリオドを打ち、新たなる環境と出会いを求めてレコード会社のA&Rへ転身。日本フォノグラム（MME） （現在の ユニバーサルミュージック  ）に入社。”炎のA&R” として筋肉少女帯、BUCK-TICK 、ROUAGE、中山加奈子、DIAMANTES、本田美奈子.、原田龍二、長谷川きよしなどを担当。

- 1998年
  - 約6年間在籍した日本フォノグラム（MME）を退社。ワーナーミュージック・ジャパンに移籍。 以降、ワーナーのメジャー部門にてNICOTINE、HIGHWAY61、華原朋美、鈴木祥子、SPANOVA、高木完などのA&Rを担当しつつ、 ワーナー社内の新人育成レーベル「ワーナーインディーズ」にてFOOT STAMP、THE PAN、VooDoo Hawaiians、ゼンマイ虫を担当。

- 2000年
  - ヘッドロックナイト始動。10数年来の友人でもあるロフトプロジェクト社長・小林シゲ[5]と日本のロックシーンに対する熱い想い、そして今後の展望など語り合っているうちに「ナミジンの思うようなメンツ集めてシリーズライブやってみない？きっと面白いよ。まだ陽の当たってない若いバンドたちにナミジンが陽を当ててあげてよ。シェルターとロフト好きに使ってくれたら」との熱い提案を受け、レーベルの社員ディレクターとしてイベントプロデュース。
  - 11月 下北沢SHELTERにて、第一回目のヘッドロックナイトを開催。

- 2002年
  - NICOTINEがワーナーミュージック・ジャパンに移籍、彼等の担当A&Rとして、アメリカ大陸で開催されている世界最大のパンク・ロックイベント「VANS WARPED TOUR 2002」にスタッフとして帯同。

- 2003年
  - 1月 ヘッドロックナイト10回目を記念してCLUB CITTA'に初進出。動員約1000人。パンクロックDJデビューを果たす。この日改めて、ヘッドロックのメインテーマ「ENJOY PUNK ROCK」の持つ意味の素晴らしさを再認識し念願だったヘッドロックのレーベル化に向けて始動。
  - 7月 9日、HEADROCK records 旗揚げ第一弾として、夢のパンクロック・コンピレーションアルバム「パンクロック・バトルロイヤル」 [6] をメジャーリリース、そしてレーベル第一弾バンドとして、大和「日本人のススメ」をインディー流通にて同日リリース。 [7]
  - 8月 二度目のCLUB CITTA'進出を果たし、1000人を超える動員を記録。
  - 11月 下北沢SHELTERにて初の3デイズを開催。激動の一年を締めくくる。

- 2004年
  - 3月 3年振りに新宿ロフトでヘッドロックナイト開催。ヘッドロックのコンピアルバム第二弾「パンクロック・バトルロイヤル2」リリース。
  - 7月 沖縄初のパンク・ロック専門番組「FM沖縄　PUNK ROCK RADIO」で人生初のラジオパーソナリティに挑戦。2004年7月 - 2005年12月 にかけて放送。
  - 8月 3度目となるCLUB CITTA'開催。末日、6年間勤務したワーナーミュージック・ジャパンを退社。18年間お世話になった音楽業界を離れフリーの身となる。
  - 11月 沖縄で初のヘッドロックナイト開催。
  - 12月 年末にヘッドロック初のDJイベントを恵比寿ミルクにて開催。大晦日のカウントダウンイベントを富士の裾野の屋外人工スキー場、スノータウン イエティとコラボ開催。

- 2005年
  - MxPx のJAPAN TOURでＤＪを務めるなど、「パンクロックＤＪ界のパーティー野郎」として、ＤＪブースに入る機会が飛躍的に増える。
  - 6月 初の映像作品「ヘッドロックナイトDVD」リリース。
  - 9月 ヘッドロックのコンピシリーズ第3弾「パンクロック・バトルロイヤル３」[8] と同時発売で、ヘッドロック初となる洋楽コンピレーション「パンクロック・バトルロイヤル INTERNATIONAL」をリリース。[9] SUM 41、MxPx、 weezer、blink-182、NEW FOUND GLORY、SUBLIME などを収録。
  - 10月 5度目のCLUB CITTA'開催（ヘッドロック初のCLUB CITTA' SOLD OUT）。
  - 11月 沖縄で2度目のヘッドロックナイト開催。

- 2006年
  - IN-HIのSHIMO-Zと元STANCE PUNKSの小菅淳と三人でカバーパンクバンドNUM42結成。バンド名の由来は「ナミジンが42才で結成」したから。
  - 3月 ライブ活動開始。
  - 5月 ロンドンナイトにDJとしてゲスト出演。
  - 9月 ヘッドロック初のツアーを名古屋、大阪、川崎、木更津にて行う。
  - 10月 アルバム「PUNK MASH UP！」で ジェネオンより10月CDデビュー。
  - 恵比寿ミルクにて、ロックDJ史上初の「DJワンマンライブ」を敢行。
  - 11月 ロンドンナイトにDJとしてゲスト出演。

- 2007年
  - 8月 NUM42 2ndアルバム「PUNK MASH UP 2」リリース。
  - 10月 27日、ヘッドロック通算50回を記念して、聖地CLUB CITTA'にて人生2度目の ＤＪワンマンライブを敢行。
  - 12月 サポートベーシストとしてTORNADO[10]に加入。

- 2008年
  - 3月 「パンクロック・バトルロイヤル５」と同時発売で、NUM42のオール日本語カバーアルバム「PUNK MASH UP JAPAN」をリリース。 PANTAのロック史上に残る名曲「マーラーズ・パーラー」ではPANTA 本人をゲストボーカルに迎えて話題となる。NUM42は３枚のアルバムをリリースしたのち、年内いっぱいで活動を封印、バンド名を「NUMBER.42」に改名してオリジナルバンドへの道を歩む決意をする。[11]
  - 12月 25日、自身のブログ[12] で紹介している並木猫軍団、５匹の猫たちが話題となり、DVD付き写真集「ゲンキのサバトラ猫日記」を発売。 この作品では自らスチール＆動画撮影を手掛け、カメラマンデビューを果たす。[13]

- 2009年
  - 1月 31日、新宿ロフトにてNUMBER.42活動開始。
  - 8月 約2年間に渡るTORNADOのサポート終了。
  - 9月 念願だった人生初の飲食店、DJ-namijin’s bar「ヘッドロックカフェ」を高田馬場に開店。

- 2010年
  - 3月 NUM42の「線路は続くよどこまでも」がJR九州のTV-CMソングに1年間使用される。
  - 4月 NUMBER.42の「PUNK ROCK NEVER DIE」がテレビ朝日系「ワールドプロレスリング」の番組テーマ曲に使用される。
  - 6月 NUMBER.42の1stアルバム「PUNK ROCK NEVER DIE」発売。
  - 11月 ヘッドロック10周年記念イベントをCLUB CITTA'にて開催。

- 2011年
  - 高田馬場CLUB PHASEにて、ヘッドロックナイトを毎月レギュラー開催。

- 2012年
  - 1月 NUMBER.42セカンドアルバム「オトコタチノミチ」リリース。収録曲の「男達の道」がテレビ朝日系「ワールドプロレスリング」の番組テーマ曲に再び使用される。
  - 8月 SETAGAYA BEACH DUB ALLSTARSのDONNI、DONT TURN AWAYのKATA、元NICOTINEのNAOKIと、NUM42、NUMBER.42に続く「第三の42プロジェクト」として、THE OFFSPRINGのカバーバンドBROTHER42結成。ライブ活動開始。

- 2013年
  - NUM42、NUMBER.42、BROTHER42に続き、CLUB No.6／元PETのYoKK-OiらとルースターズのカバーバンドTEQUILA★42を、 Hey Ho Let’s Go!／元シーナ&ザ・ロケッツの渡辺信之らとラモーンズのカバーバンドRAMONA★42を結成。
  - 12月 大晦日に、頭脳警察の PANTAとスペシャルユニットPANTA & NUMBER.42を結成して「NEW YEARS WORLD ROCK FESTIVAL」に出演[14]。

- 2014年
  - THE OFFSPRINGのカバーバンド、BROTHER42が「loco hermanos (ロコ・エルマーノ) 」に改名、オリジナルバンドとして活動開始。
  - 12月 大晦日に、PANTA & NUMBER.42としてニ度目の「NEW YEARS WORLD ROCK FESTIVAL」に出演[15]。

- 2015年
  - 1月 NUMBER.42 3rdアルバム「パンクロック・ラブレター」リリース。収録曲の「立ち向かえ、男なら (男達の道～第ニ章～)」がテレビ朝日系「ワールドプロレスリング」の番組テーマ曲に三たび使用される。
  - 2月 ヘッドロックカフェが念願の渋谷移転を果たす。
  - 12月 PANTA & NUMBER.42、「NEW YEARS WORLD ROCK FESTIVAL」に3年連続出演[16]。

- 2016年
  - 8月 loco hermanos1stアルバム「Mil Gracias」リリース。収録曲の「Wild & the young」が「ワールドプロレスリング」 10月～11月の番組テーマ曲に起用される。
  - 12月 PANTA & NUMBER.42、NEW YEARS WORLD ROCK FESTIVALに４年連続出演。

- 2017年
  - 4月 4月2日を「42の日」と制定し、渋谷La.mamaにて、NUMBER.42、BROTHER42、RAMONA★42、TEQUILA★42、そしてloco hermanosという42ファミリー総出演のスペシャルヘッドロックナイトを開催。1日5ステージ出ずっぱりという自身初の快挙を達成。
  - 8月 脳梗塞で倒れ緊急入院するも2カ月で退院。

- 2018年
  - 3月 31日、CLUB CITTA'でプロレスとロックの合同興行を初主催。loco hermanosのベーシストとして退院後半年で復帰戦を行う[17]。

- 2019年
  - 3月 9日、渋谷La.mamaにて、NUMBER.42のベースボーカルとして復帰戦を行う[18]。

- 2020年
  - 音楽活動の集大成となる新バンド暴動天国を元・有頂天のベーシスト合津ちゃちゃまると結成。ピンボーカルに初挑戦。
  - 8月 23日、渋谷La.mamaにて初ライブを行う。老若男女、音楽的嗜好を超越して誰でも楽しめる「世界一ハッピーなパンクバンド」として始動[19]。

- 2023年
  - 3月  26日、「namijin presents HEADROCKNIGHT VOL.145 ナミジン還暦大感謝祭」[20] が、渋谷clubasiaにて開催。
  - 7月 19日、暴動天国1stフルアルバム「一生青春」がテイチクエンタテインメントよりメジャー配信リリース[21]。
  - 12月 3日、渋谷La.mamaにて暴動天国初のワンマンライブを行う。

- 2024年
  - 暴動天国として、テイチクエンタテインメントより初のデジタルシングル6曲隔月連続配信リリース[22]。

- 2025年
  - 3月  映画「BUGS Endless Battle Royal」に人生初の俳優として出演[23]。

## 出演

### 映画
- BUGS Endless Battle Royal （2025年）- 若露目 (ニャロメ) 平八郎 役[23]